# Henry Sargent Codman
Henry Sargent Codman (Brookline, 19 giugno 1864 – 13 gennaio 1893) è stato un architetto paesaggista statunitense.
Laureatosi al Massachusetts Institute of Technology nel 1884, fece il praticantato nello studio di Frederick Law Olmsted del quale divenne associato nel 1889, dopo un periodo di studio in Europa, anche presso il paesaggista francese Édouard André. Fu impegnato direttamente nella progettazione e realizzazione del South Park e del Cazenovia Park di Buffalo, e collaborò con Olmsted nella progettazione del Jackson Park e del Midway Plaisance a Chicago.
Morì improvvisamente per le conseguenze di un'appendicectomia durante la progettazione del paesaggio per l'Esposizione Colombiana del 1893 a Chicago.

## Opere

### Esposizione colombiana
L'esposizione colombiana fu organizzata a Chicago nel 1893 in onore dei quattrocento anni dalla scoperta dell'America con un anno di ritardo per motivi organizzativi.
Il progetto è di Henry Sargent Codman in collaborazione con John Wellborn Root.

## Citazioni
Daniel H. Burnham nel gennaio del 1913 scrisse di lui e del suo lavoro relativo all'esposizione colombiana: «La conoscenza di Harry Codman riguardo alle regolazioni convenzionali era più grande di quella di tutti gli altri messe assieme […]. Harry Codman era grande nella sua conoscenza e nei suoi istinti. Non è venuto a mancare mai. Ha gradito venire alle riunioni di affari ed ha formulato occasionalmente un suggerimento eccellente circa l'organizzazione. Amavo l'uomo. Parlava della natura attraverso lui diretto.»